# Peter McEachern
Peter McEachern (* um 1955 in Connecticut) ist ein US-amerikanischer Jazzmusiker (Posaune, Komposition).

## Leben und Wirken
McEachern spielte Ende der 1970er-Jahre in der Bluegrass-Band Cobble Mountain Band, mit der erste Aufnahmen entstanden. Er arbeitete in den folgenden Jahrzehnten mit Mario Pavone (etwa zu hören auf dessen Alben Song for (Septet) und Dancers Tales), außerdem mit Thomas Chapin und der Sonny Costanzo Big Band; des Weiteren hat er sowohl mit der Blues-Legende Clarence „Gatemouth“ Brown (American Music, Texas Style, 1999) als auch mit dem Komponisten La Monte Young zusammengearbeitet. 2001 erhielt er ein Stipendium für Musikkomposition von der Connecticut Commission on the Arts. Er war Mitglied des Connecticut Composing Improvisers Project, dem Stephen Haynes, Mario Pavone und David Darling angehörten. Er unterrichtete an der Salisbury School, ab 1998 auch im Litchfield Jazz Camp.
Unter eigenem Namen legte McEachern die Alben No Chordtet (mit Dave Santoro, George Sovak und Hamir Atwal), Shockwave (mit Thomas Chapin, Steve Johns, Mario Pavone und Jamie Finegan) und mit den No Chordtets ein zweites Album, Subconscious Love (Truth Revolution) vor. Seit den 1990er Jahren ist er Mitglied des großformatigen New England Jazz Ensemble, mit dem er vier Alben aufgenommen hat, zuletzt 2016 eine Jazz-Version von Prokovjevs Peter und der Wolf. 2018 legte er das Album Bone-Code (Clean Feed Records) vor, gefolgt von New Chordtet (2019, mit Mike DiRubbo, Jimin Park, Dave Santoro und Tom Melito), das mit viereinhalb Sternen sehr gut im Down Beat bewertet wurde. Mit Noah Preminger, Mario Pavone und Michael Sarin nahm er Bone Code 2 auf, das bei SteepleChase Records erschien. Im Bereich des Jazz war er laut Tom Lord zwischen 1981 und 2019 an 27 Aufnahmesessions beteiligt.
McEachern demonstriere in seinem Posaunenspiel ein erstaunliches Maß an Kontrolle, das von echten Emotionen unterstützt werde, urteilte Philip Freeman im Down Beat.

## Diskographische Hinweise
- The New England Jazz Ensemble: Storm Before the Calm (Sea Breeze Jazz, 2000)
- Mario Pavone Octet: Totem Blues (Knitting Factory Works, 2000)
- The New England Jazz Ensemble: Live at the Pittsfield City Jazz Festival (Sea Breeze Jazz, 2006)
- New Chordtet: Subconscious Love (Truth Revolution Records, 2014)
- Mario Pavone: Vertical (Clean Feed, 2017)
- Bone Code (2018), mit Mario Pavone, Michael Sarin